# Paulo Leão
Paulo Leão (Río de Janeiro, 14 de abril de 1962) es un actor, autor y director de teatro, cine y televisión brasileño. Premiado internacionalmente por las películas Happy Birthday, Good Night, J'Adore Travailler, I Miss You y por el videoclip In The Stars. Creador del Teatro de los Sentidos. Músico y compositor nel disco instrumental Nas Estrelas. Actuó en las películas Policarpo Quaresma - Herói do Brasil y O Enfermeiro y en algunas obras de TV Globo, además de haber actuado en teatro brasileño entre las décadas de 1970 y 2000.

## Biografía
Paulo César Leão Ribeiro, conocido profesionalmente como Paulo Leão, nació en 1962 en el barrio de Botafogo, ciudad de Río de Janeiro, Brasil. Hijo de Daltro dos Santos Ribeiro y Georgette Saraiva Leão.
Como regalo de nacimiento recibió un obsequio de la estrella del cine brasileño pt:Ilka Soares, quien formaba parte del elenco de la principal agencia de modelos de Río de Janeiro en aquella época, Socila, donde también trabajaba la madre de Paulo y por lo tanto los dos se hicieron amigos. Este acontecimiento ocurrido en su primera infancia despertó en el futuro artista la admiración por la famosa actriz y su interés por el mundo artístico que se hizo cada vez más presente en su vida, al principio con las clases de dibujo que le daba su padre y, posteriormente, con el descubrimiento del teatro, cuando actuó a una edad muy temprana en una función escolar.
De adulto, desarrolló su labor artística en diferentes segmentos.

## Ascendencia, parentesco e hijos
De ascendencia judía por parte de padre, algunos de sus antepasados, a lo largo de varios siglos, emigraron de Israel, permaneciendo en Europa, principalmente en la región entonces conocida como Sefarad hasta llegar a Brasil.
Por esta genealogía paterna, Paulo Leão es descendiente de Abraham Seniory pt:Branca Dias, estando relacionado así con los artistas Chico Buarque, Renato Aragão, Nelson Rodrigues y Mariana Ximenes, entre otros.
Por parte de su madre, Paulo es descendiente directo del rey español Alfonso VI de León, entre otros, y pariente del inventor brasileño Santos Dumont.
Tiene tres hijos: Laura Leão, Mariana Leão y Vitor Leão. Vitor, el menor, se desempeña artísticamente como guitarrista, compositor y cantante, también conocido como Vitor Levenhagen.

## Carrera

### El comienzo - años 70

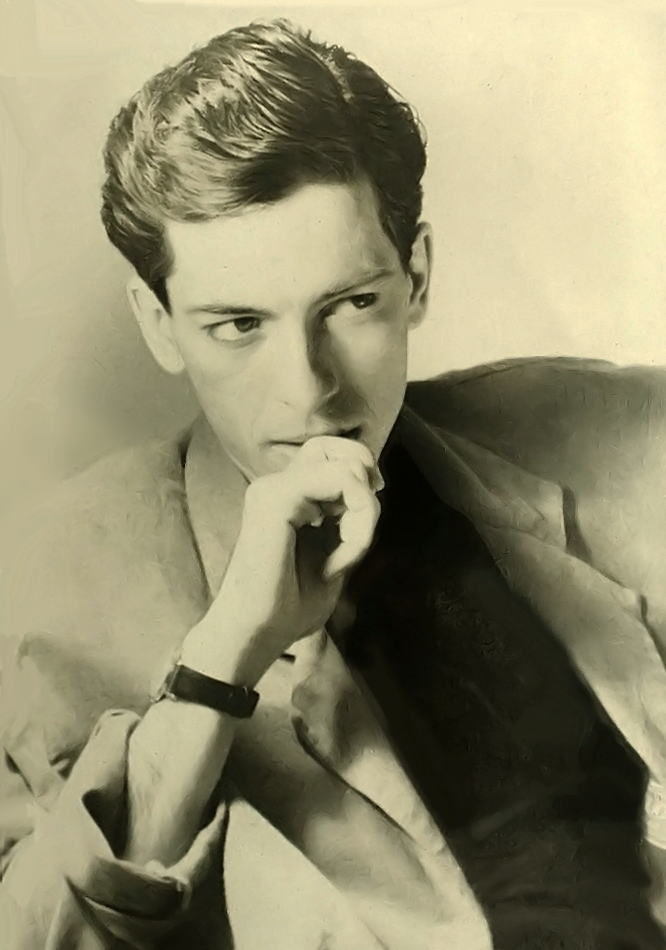
Paulo Leão en ensayo fotográfico- 1987

Paulo Leão debutó casi simultáneamente en teatro y en televisión, a los once años actuando en una obra de teatro amateur en Río de Janeiro y a los doce haciendo una pequeña aparición en el programa humorístico Azambuja & Cia de Chico Anysio en TV Globo. De los catorce a los quince años participó de un curso de teatro en sua ciudad natal y a los dieciséis tuvo su primer contacto con el cine, en el cortometraje Um Lugar de Paz (de J. Thiengo), que le valió el Premio al Actor Revelación en el Festival de Cortometrajes de Río de Janeiro. A los diecisiete años obtuvo el primer lugar en la prueba de selección del Curso de Teatro Jayme Barcellos. En el examen final del curso, presentando un extracto de la obra Um Grito Parado No Ar de Gianfrancesco Guarnieri, Paulo fue muy elogiado por la actriz Ruth de Souza, quien fue la invitada de honor del evento.
Este éxito al inicio de su carrera y la serie de invitaciones que recibió para nuevos trabajos como actor y guionista llevaron a Paulo a interrumpir sus estudios en la facultad de ciencias económicas para dedicarse exclusivamente a actividades en las artes escénicas.

### Década de 1980
En 1980 actuó en la ópera O Guarani, de Carlos Gomes, dirigida por Sérgio Britto, en el Teatro Municipal de Río de Janeiro. Esta producción contó con importantes adaptaciones realizadas por el director para evidenciar la triste y recurrente situación de los pueblos indígenas.
En este momento, Paulo Leão realizó decenas de trabajos en Teatro, TV y Cine, como actor, autor, productor y director. Algunos de estos trabajos, para TV Globo, fueron: telenovela Vereda Tropical; telenovela Cambalacho; serie Juba & Lula en los episodios O Projeto Nojento  y O Gargalhofa no Parque.
En 1983 se integra al Proyecto Manhas de Cabaré, que entre 1983 y 1985 ocupó el Teatro Glaucio Gill en Copacabana, actuando en los espectáculos: A Travessia do Mar Amarelo, con textos de Shakespeare, Artur Azevedo, Albert Camus y Thornton Wilder; Céu Azul,para los niños y Sapomorfose (Premio al Mejor Espectáculo de 1985) con vestuario y escenografía de Millôr Fernandes.

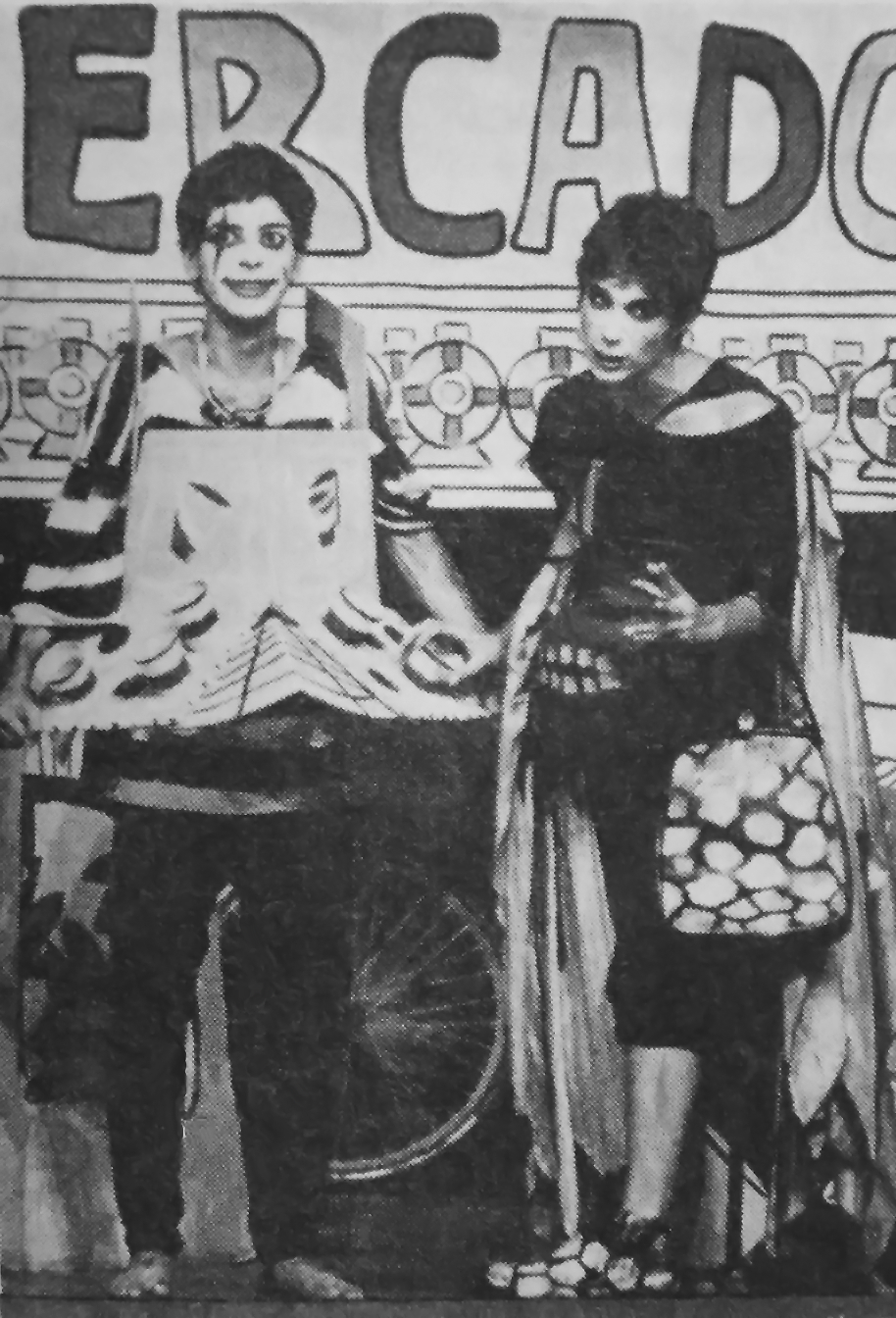
Paulo Leão y Andréa Beltrão, en la obra Sapomorfose - 1985

Esta época es importante en la historia del teatro en Río de Janeiro porque, de alguna manera, marca el fin de la era de los grupos de teatro que surgieron allí en los años 70 y que trabajaron cooperativamente. 
En 1985, Paulo Leão puso en escena, como autor y director, Os Filhos de Vega, obra precursora del Teatro dos Sentidos - método que creó para que el público percibiera el espectáculo no sólo a través de la vista y el oído, sino también a través del olfato, el tacto y el gusto - en el Teatro Cândido Mendes, Ipanema, Río de Janeiro.
Al año siguiente Paulo regresó al Teatro Glaucio Gill, esta vez actuando en Um, Dois, Três e Já! (Premio Mambembe 1986), adaptación para teatro de Le Petit Nicolas.
Todavía en 1986 recibió una Moción del Ayuntamiento para la Representación y Servicios Relevantes Prestados al Teatro de Río de Janeiro.
En 1988 escribió, y produjo la obra Quando os Relógios. En este texto para niños y adultos, Paulo Leão desarrolló un tema sobre el Tiempo.
Durante la década de 1980 se dedicó también a las artes visuales, participando como artista plástico en exposiciones colectivas en São Paulo, Belo Horizonte, Río de Janeiro y Ciudad de México.

### Década de 1990
A principios de los años 90 creó la Companhia de Teatro Errante - realizando numerosas funciones en Río de Janeiro, con su obra A Incrível História do Nobre Cavaleiro Errante e da Pobre Moça Caída, inspirada en la Commedia dell'arte, con gran éxito popular.
En 1995 formó el dúo humorístico Jerry & Adriani, con el actor Arildo Figueiredo. El dúo actuó con su propio texto, fuera del circuito teatral convencional, es decir, en salas de conciertos, pubs e incluso en cine en casa.El nombre del dúo surgió como una parodia del nombre del famoso cantante brasileño Jerry Adriani.
Durante los años 90 participó como actor en varios anuncios de televisión, como los del periódico O Globo, la cerveza Kaiser, las tiendas Mesbla, la Rede Globo, las tiendas Kibon y Renner.

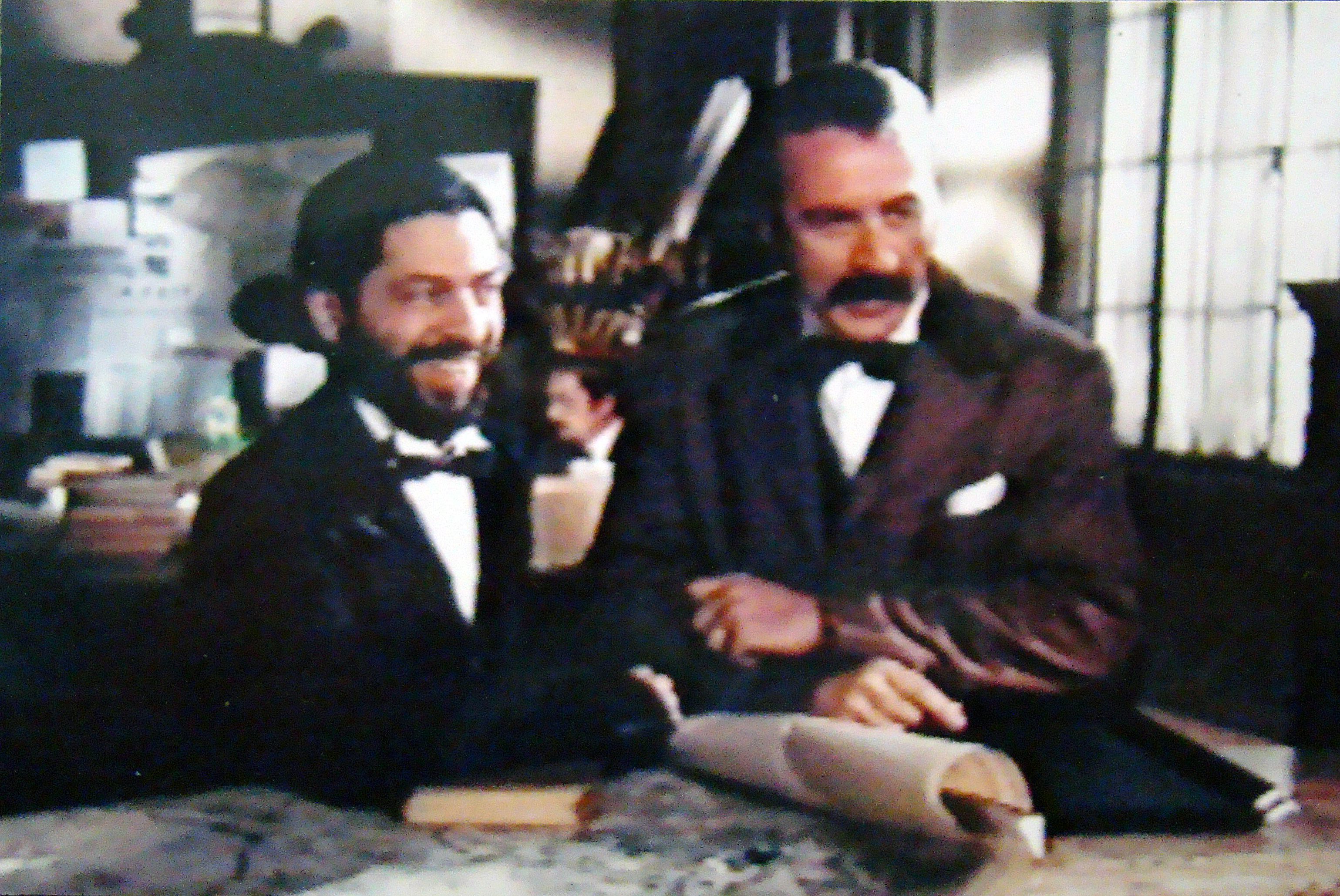
Paulo Leão con Fábio Junqueira (y Paulo José al fondo), en la película Policarpo Quaresma, héroe de Brasil - 1996

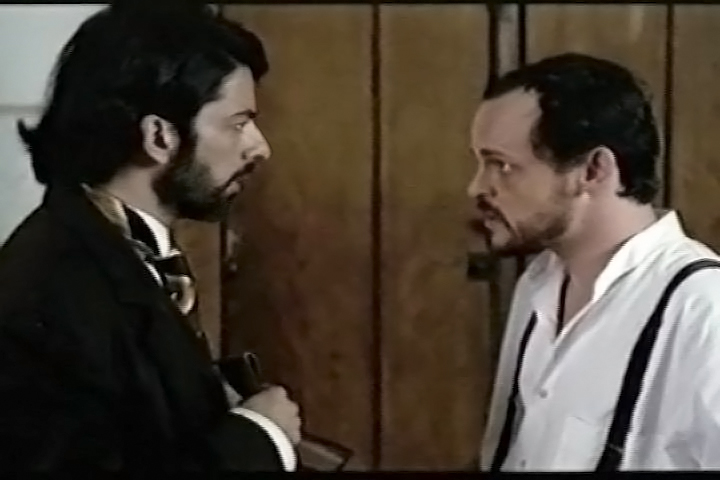
Paulo Leão y Matheus Nachtergaele en escena, en la película La enfermera - 1998

También participó en esta época,  como actor en los siguientes trabajos cinematográficos:
Largometraje Policarpo Quaresma, Héroi de Brasil, basado en la obra Triste Fim de Policarpo Quaresma de Lima Barreto – protagonizada por Paulo José y dirigida por Paulo Thiago. La película recibió premios en Brasil, Argentina e Italia;
Largometraje La enfermera, adaptación de la obra homónima de Machado de Assis – junto a Paulo Autran y Matheus Nachtergaele –, dirigida por Mauro Farias. La enfermera fue la primera coproducción del proyecto 'Contos no Cinema' del Canal Telecine, perteneciente a la TV Globo, Canais Globo.
Siguiendo su camino como teatro itinerante, Paulo viajó de Río de Janeiro a Minas Gerais con su espectáculo A Incrível História do Nobre Cavaleiro Errante, entre 1998 y 1999.

### Década de 2000
Durante temporada en Europa en 2001, participó en lectura de textos e impartió un taller para actores portugueses en la Escuela de Cine y Televisión de Lisboa, Portugal. En Sevilla, España, realizó investigaciones sobre la música flamenca.
De regreso a Brasil, actuó, en 2004, en la miniserie Um Só Coração de TV Globo, interpretando el papel del pintor Lasar Segall . La miniserie mostró un período importante de la Historia de Brasil, incluida la Semana de Arte Moderno de 1922. Con tres meses de duración Um Só Coração fue transmitida por la televisión brasileña, en homenaje al 450 aniversario de la ciudad de São Paulo.
En 2005, para permitir la producción y difusión de sus propias creaciones, Paulo creó la productora cinematográfica OlharFilmes/Samsara Film, con la que estrenó varios de sus futuros trabajos. El primero de ellos fue el documental Por Que Você Veio Morar Aqui? en la Muestra CineBH2009 Brasil-Francia. El rodaje se desarrolló en varias ciudades, entre 2006 y 2009, con la intención de mostrar los motivos por los que las personas abandonan sus lugares de origen y se trasladan a otras localizaciones.

Ampliando el espacio a las ciudades, Paulo Leão pone en agenda, a través de la pregunta que da título a 'Por Que Você Veio Morar Aqui?' ['¿Por qué vienes a vivir aquí?'], otra pregunta de carácter absolutamente íntimo... cuyas respuestas siempre serán insólitas, ya que son personales e intransferibles.
Largometrajes y Medios Contemporáneos, Eduardo Valente - cineasta y crítico de cine, octubre de 2009.”

### Década de 2010

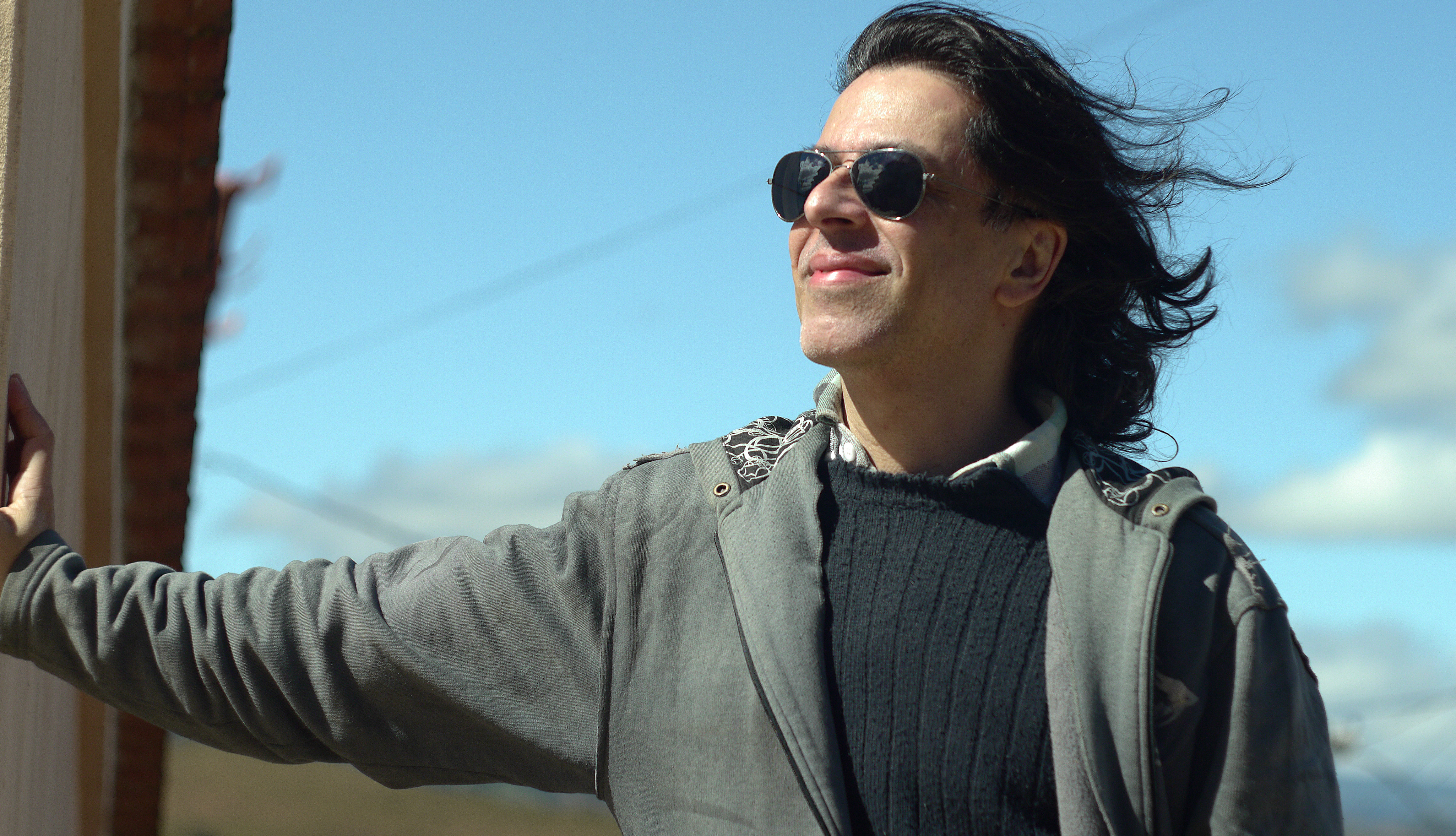
Paulo Leão en la entrevista en el Festival Clipes e Bandas - 2016

En parte de la década de 2010, Paulo Leão creó y dirigió videos musicales, habiendo sido nominado a premios por tres años consecutivos, en el Festival Clipes e Bandas, con obras para los artistas Arnaldo Antunes, Marina Lima y Jards Macalé. En el video de Arnaldo Antunes, Paulo también fue nominado al Premio Mejor Videoclip del Año.

Creo que el punto clave de mi clip fue no tener a una mujer como "extraña". Si un cantante dice 'eres tan rara en esta forma de ser...' ¿por qué la extraña tiene que ser una mujer? Tantas cosas pueden ser extrañas... El hecho de que solo creé una 'atmósfera' con las imágenes del clip abre la posibilidad para que el espectador imagine algo extraño, y no una mujer.
Paulo Leão compitiendo por el premio al mejor video musical por Jards Macalé en el Festival Clipes e Bandas 2016”.

Con su película A Hora, Paulo fue nominado en 2013 en las categorías de jurado y votación popular al Premio Avon a la mejor película de la campaña nacional brasileña condenando la violencia contra las mujeres Em Briga de Marido e Mulher se Mete a Colher, quedando entre las mejores votadas por el público.
En 2015, estrenó con sucesso el cortometraje I Miss You , explorando el tema de la nostalgia (saudade), con música compuesta por Snow Flake. I Miss You tuvo su estreno en un festival de cine en Rusia y fue premiada en el en:International Open Film Festival en Estados Unidos.
En 2016, Paulo Leão recibió el premio al Mejor Director en los North American Film Awards - (NAFA 2016), por Happy Birthday . En esta película, además de dirigir, Paulo también actuó como protagonista de la trama, cuyo tema es la soledad. Happy Birthday también recibió varias nominaciones y recibió otros premios este mismo año y en años posteriores, siendo incluida en la Selección Oficial de más de cincuenta festivales de cine internacionales, habiendo sido presentada en los cinco continentes en más de veinte países, e ingresando al circuito cinematográfico. Cine en algunas ciudades de Estados Unidos, distribuido por Ozark Film.
También este año participó como jurado en el Festival Meters International Film - Nueva York.

### Década de 2020

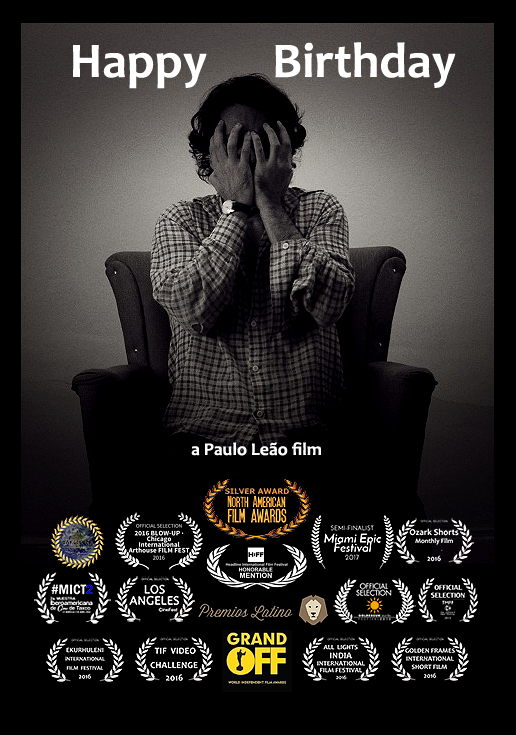
, por Paulo Leão

Al inicio de este período, Paulo completó el guion y comenzó la preproducción de su largometraje Hendrix!.
En 2020, durante la pandemia de covid-19, después de avistar un ovni, Paulo y su hijo Vitor Leão comenzaron a asociarse para crear música instrumental inspirada en la posibilidad de viajar al espacio exterior. Esta idea daría como resultado el disco original Nas Estrelas. Entre 2020 y 2023, los dos compusieron y grabaron más de quince canciones instrumentales y filmaron tres videoclips para este proyecto.
En 2023, cumpliendo cincuenta años de su carrera artística, Paulo Leão recibió otro premio internacional, esta vez en India: el Great Talent (CWIFF 2023), por su película Happy Birthday, en el Cinema Of The World Film Festival.
También este año comienza la edición de su documental sobre el cantante Serguei, con el título provisional Serguei, O Rock Sou Eu. Filmado en Saquarema, en el ''Templo do Rock'', entre los años 2017 y 2018, este documental contiene la última entrevista concedida a los medios por el legendario cantante.
En 2024 estrenó Good Night, su primera película de terror, toda producida en blanco y negro y sin líneas. La película fue premiada en su estreno como 'Mejor Película de Terror', en el Black & White Film Festival - Toronto, Canadá. Y ese mismo año, también en Canadá, Good Night recibió el premio 'Lo mejor del cine sudamericano' en el Festival SCI-FI/Fantasy de Toronto.
Ese mismo año, Paulo lanzó internacionalmente su álbum musical Nas Estrelas en plataformas de ''streaming'' de la mano de la distribuidora Freshtunes, en una versión final con doce canciones. El álbum creado por Paulo y su hijo Vitor, inspirado en los viajes interestelares, tuvo su videoclip, In The Stars, galardonado con la 'Mención de Honor' en el WideScreen Film & Music Video Festival, también en Canadá.En este mismo festival fue premiada por la película Happy Birthday en las categorías de película y tráiler.
También en 2024, su película Happy Birthday recibió el premio a la 'Mejor Película Experimental' en el Black & White Film Festival de Los Ángeles y Toronto.
En 2025, fue nominado a Mejor Director en el premio Public Choice Award en el Festival Internacional de Cine de Hollywood North, por su trabajo de dirección en la película Good Night.
Su película Happy Birthday también fue premiada en el Festival for Trailers Monthly, de Los Ángeles, California, en la categoría Best Cinematography.
En 2025, obtuvo tripla "Selección Oficial" en las Lift-Off Filmmaker Sessions en Pinewood Studios, Inglaterra, con sus películas: Good Night, Happy Birthday y J'Adore Travailler.

A través de la distribuidora mexicana Indiefy Music, lanzó su nuevo sencillo, "Topazio Blues", en plataformas digitales.

Ese mismo año, ganó el premio al Mejor Microcortometraje en el Los Angeles Comedy Festival por su película J'Adore Travailler.

## Como actor
| Año  | Obra                                                                 | Tipo       | Notas | Árbitro         |
| ---- | -------------------------------------------------------------------- | ---------- | --- | --------------- |
| 1973 | Infanciar                                                            | teatro     | Teatro escolar | [ 14 ]          |
| 1974 | Azambuja & Cia                                                       | televisión | programa humorístico - TV Globo | [ 14 ]          |
| 1978 | Um Lugar de Paz                                                      | cine       | cortometraje de J. Thiengo - Festival de Cortometrajes de Río de Janeiro                                                                      | [ 12 ]          |
| 1979 | A Fábula de Automópolis                                              | teatro     | de Luiz Carlos Saroldi. Ciclo de lectura de textos premiados - Teatro Villa-Lobos - RJ                                                        | [ 75 ] [ 76 ]   |
| 1979 | Papai Noel em Família                                                | teatro     | de Jorge Cunha - Teatro Alaska - RJ | [ 77 ]          |
| 1980 | Utopia Atemporal                                                     | cine       | Cortometraje de J. Thiengo - Festivais | [ 12 ]          |
| 1980 | O Guarani                                                            | ópera      | de Carlos Gomes - dirección Sérgio Britto - Teatro Municipal do Rio de Janeiro                                                                | [ 78 ]          |
| 1982 | A Escada do Sucesso                                                  | teatro     | de Maria Aparecida Casagrande - Festival Interregional de Teatro de Río de Janeiro                                                            | [ 79 ]          |
| 1984 | A Mui Lamentável Comédia e Mui Cruel Travessia do Mar Amarelo        | teatro     | Coletanea - dirección Antonio Grassi y Gilda Guilhon - Teatro Glaucio Gill - RJ                                                               | [ 20 ]          |
| 1984 | Céu Azul                                                             | teatro     | dirección Gilda Guilhon y supervisión Buza Ferraz - Teatro Glaucio Gill - RJ                                                                  | [ 21 ]          |
| 1984 | Vereda Tropical                                                      | televisión | Telenovela de Carlos Lombardi - dirección Jorge Fernando. TV Globo                                                                            | [ 80 ]          |
| 1985 | Sapomorfose                                                          | teatro     | de Cora Rónai - dirección Antonio Grassi - Teatro Glaucio Gill - RJ                                                                           | [ 81 ]          |
| 1985 | Os Filhos de Vega                                                    | teatro     | Teatro Cândido Mendes - RJ | [ 82 ]          |
| 1986 | Um, Dois, Três e Já!                                                 | teatro     | dirección Claudio Baltar - Teatro Glaucio Gill - RJ                                                                                           | [ 83 ]          |
| 1986 | Cambalacho                                                           | televisión | Telenovela de Sílvio de Abreu - dirección Jorge Fernando. TV Globo                                                                            | [ 84 ]          |
| 1986 | Dia Mundial do Teatro                                                | televisión | especial para el RJTV. Textos Brecht, Artaud y Chacal - TV Globo                                                                              | [ 85 ]          |
| 1986 | Jogos de Artifício                                                   | teatro     | espectáculo acrobático - dirección de Cláudio Baltar - Inauguración del Ciep Ipanema                                                          | [ 86 ]          |
| 1989 | Juba & Lula                                                          | televisión | Serie de televisión. Episodios: O Projeto Nojento - dirección Jodele Larcher y O Gargalhofa no Parque - dirección Irving São Paulo - TV Globo | [ 87 ] [ 88 ]   |
| 1991 | O Rei Mago                                                           | teatro     | de Tiago Santiago - dirección Andrea Dantas                                                                                                   | [ 89 ] [ 90 ]   |
| 1992 | De Telefone Pro Japão                                                | teatro     | de Márcio Trigo. Dirección colectiva | [ 91 ]          |
| 1993 | Sano                                                                 | televisión | Comercial de televisión - direção Sandra Kogut                                                                                                | [ 92 ]          |
| 1993 | A Incrível História do Nobre Cavaleiro Errante e da Pobre Moça Caída | teatro     | Teatro itinerante ,Teatro IBAM - RJ | [ 93 ]          |
| 1994 | Happy House                                                          | televisión | Comercial de televisión para Mesbla - dirección Dodô Brandão (Rodolfo Brandão)                                                                | [ 94 ] [ 95 ]   |
| 1994 | Casamento                                                            | televisión | Comercial de televisión para cerveza Kaiser - dirección Barry Kinsman                                                                         | [ 96 ] [ 97 ]   |
| 1995 | Os Maias                                                             | televisão  | Comercial de televisión para jornal O Globo - direção José Alvarenga Junior                                                                   | [ 98 ]          |
| 1995 | Jerry & Adriani                                                      | teatro     | Humorístico . Dirección Isaac Bernat | [ 99 ] [ 100 ]  |
| 1995 | Primavera                                                            | televisión | Comercial de televisión para Renner - dirección Christiano Metri                                                                              | [ 39 ] [ 101 ]  |
| 1995 | Pescador                                                             | televisión | Comercial de televisión para jornal O Globo. Conspiração Filmes - dirección Cláudio Torres                                                    | [ 102 ]         |
| 1996 | Estação Terra                                                        | teatro     | de Alexandre Pring. Palácio do Catete, Teatro Ziembinski e Festival Internacional de Teatro de Canela - RS                                    | -               |
| 1996 | Giovanni                                                             | televisión | Comercial de televisión para House Center Móveis - dirección Beto Macedo                                                                      |                 |
| 1996 | Ação da Cidadania contra a Fome, a Miséria e pela Vida               | televisión | Comercial de televisión Campanha Betinho - dirección Luiz Fernando Carvalho                                                                   | [ 105 ]         |
| 1996 | Policarpo Quaresma, Herói do Brasil                                  | cine       | Largometraje de la obra de Lima Barreto - dirección Paulo Thiago - Circuito nacional de cines y festivales internacionales                    | [ 106 ]         |
| 1997 | Hunters                                                              | televisión | Comercial de televisión para cerveja Kaiser Light - dirección Edouard Nammour                                                                 | [ 107 ] [ 108 ] |
| 1997 | Campeonato Brasileiro de Futebol                                     | televisión | Comercial de televisión TV Globo - dirección Murilo Salles                                                                                    | [ 109 ]         |
| 1997 | Rap da Kibon                                                         | televisión | Comercial de televisión com Gabriel O Pensador - dirección Christiano Metri                                                                   | [ 110 ]         |
| 1998 | O Enfermeiro                                                         | cine       | Largometraje de la obra de Machado de Assis - Canal Telecine - dirección Maurício Farias                                                      | [ 111 ]         |
| 2000 | Um Dia A Água Vai                                                    | teatro     | Teatro itinerante | [ 42 ]          |
| 2004 | Um Só Coração                                                        | televisión | Serie de televisión . Personaje Lasar Segall - dirección Ulysses Cruz - TV Globo                                                              | [ 112 ]         |
| 2016 | Happy Birthday                                                       | cine       | Cortometraje Personaje The Man - festivais internacionales                                                                                    | [ 113 ]         |
| 2021 | Nas Estrelas                                                         | Videoclip  | Personaje Agente Espacial - Streaming | [ 114 ]         |
| 2023 | Good Night                                                           | cine       | Cortometraje . Personajes: The Murdered y The Monster                                                                                         | [ 115 ]         |
| 2024 | J'adore Travailler                                                   | cine       | Cortometraje - Personaje Mike | [ 116 ]         |

## Como autor/guionista
| Año  | Obra                                                                 | Tipo   | Función           | Árbitro |
| ---- | -------------------------------------------------------------------- | ------ | ----------------- | ------- |
| 1980 | Utopia Atemporal                                                     | Cine   | guionista         | [ 12 ]  |
| 1985 | Os Filhos de Vega                                                    | Teatro | autor             | [ 82 ]  |
| 1986 | Um, Dois, Três e Já!                                                 | Teatro | guionista         | [ 26 ]  |
| 1988 | Quando Caem os Relógios                                              | Teatro | autor             | [ 117 ] |
| 1993 | A Incrível História do Nobre Cavaleiro Errante e da Pobre Moça Caída | Teatro | autor             | [ 93 ]  |
| 1995 | Jerry & Adriani                                                      | Teatro | autor             | [ 99 ]  |
| 1997 | Pão de Queijo                                                        | Teatro | coautor           | [ 118 ] |
| 2000 | Um Dia A Água Vai                                                    | Teatro | autor             | [ 42 ]  |
| 2009 | Por Que Você Veio Morar Aqui?                                        | Cine   | guionista         | [ 44 ]  |
| 2013 | A Hora                                                               | Cine   | autor y guionista | [ 119 ] |
| 2015 | I Miss You                                                           | Cine   | guionista         | [ 120 ] |
| 2016 | Happy Birthday                                                       | Cine   | autor y guionista | [ 55 ]  |
| 2018 | Blows                                                                | Cine   | autor y guionista | [ 121 ] |
| 2019 | Como Deus É?                                                         | Cine   | autor y guionista | [ 122 ] |
| 2019 | Hendrix!                                                             | Cine   | autor y guionista | [ 58 ]  |
| 2021 | Nas Estrelas (clipe)                                                 | Cine   | autor y guionista | [ 123 ] |
| 2023 | Good Night                                                           | Cine   | autor y guionista | [ 115 ] |
| 2024 | J'adore Travailler                                                   | Cine   | autor y guionista | [ 116 ] |

## Como asistente de dirección
| Año  | Obra                                                          | Dirección                      | Notas                    | Árbitro |
| ---- | ------------------------------------------------------------- | ------------------------------ | ------------------------ | ------- |
| 1984 | A Mui Lamentável Comédia e Mui Cruel Travessia do Mar Amarelo | Antonio Grassi / Gilda Guilhon | Teatro Glaucio Gill - RJ | [ 20 ]  |
| 1988 | Quando Caem os Relógios                                       | Antonio Grassi                 | Teatro Cawell - RJ       | [ 117 ] |

## Como director
| Año     | Obra                                                                                     | Notas                                                       | Árbitro |
| ------- | ---------------------------------------------------------------------------------------- | ----------------------------------------------------------- | ------- |
| 1985    | Os Filhos de Vega - teatro                                                               | Teatro Cândido Mendes - RJ                                  | [ 82 ]  |
| 1987    | TV Devora - projeto Falange Canibal- teatro                                              | Arcos da Lapa - RJ                                          | [ 125 ] |
| 1993    | A Incrível História do Nobre Cavaleiro Errante e da Pobre Moça Caída - teatro            | Teatro itinerante - RJ/MG                                   | [ 93 ]  |
| 2000    | Um Dia A Água Vai - teatro                                                               | Teatro itinerante - MG                                      | [ 42 ]  |
| 2000    | Copasa é 100 - Comercial de televisión                                                   | Canal de televisión local                                   |         |
| 2001    | Histórias de Caxambu - Documental                                                        | Canal de televisión local                                   |         |
| 2009    | Por Que Você Veio Morar Aqui? - Documental                                               | Muestra Brasil/Francia Cine BH2009                          | [ 44 ]  |
| 2013    | Lights in The City (Luzes na Cidade) - Cortometraje                                      | Festival do Minuto                                          | [ 126 ] |
| 2013    | A Hora - Cortometraje                                                                    | Campaña Avon 'Em Briga de Marido e Mulher Se Mete a Colher' | [ 119 ] |
| 2014    | Muito Muito Pouco Videoclip para Arnaldo Antunes                                         | Festival Clipes e Bandas                                    | [ 48 ]  |
| 2014    | People & Objects - Cortometraje                                                          | Festival do Minuto                                          | [ 127 ] |
| 2015    | I Miss You - Cortometraje                                                                | Festivales Internacionales de Cine                          | [ 120 ] |
| 2016    | Extranha - Videoclip para Jards Macalé                                                   | Festival Clipes e Bandas 2016                               | [ 128 ] |
| 2016    | Vuvo-Vuco - Cortometraje                                                                 | Festival do Minuto                                          | [ 129 ] |
| 2016    | Happy Birthday - Cortometraje                                                            | Festivales Internacionaless                                 | [ 55 ]  |
| 2017    | Paris Dakar - Videoclip para Marina Lima                                                 | Festival Clipes e Bandas 2017                               | [ 50 ]  |
| 2018-22 | Hendrix! - Largometraje                                                                  | En producción                                               | [ 58 ]  |
| 2019    | Como Deus É?                                                                             | Streaming e Festivales                                      | [ 122 ] |
| 2021    | Nas Estrelas - Videoclip                                                                 | Streaming                                                   | [ 114 ] |
| 2022    | Trying To - Videoclip                                                                    | Streaming                                                   | [ 130 ] |
| 2023    | The Blue Age (A Era Azul) - Videoclip                                                    | Streaming                                                   | [ 131 ] |
| 2023    | Good Night - thriller Cortometraje                                                       | Festivales Internacionales                                  | [ 115 ] |
| 2024    | J'adore Travailler - Cortometraje                                                        | Festivales Internacionales                                  | [ 116 ] |
| 2024    | I Fall In Love Too Easily (de Jule Styne e Sammy Cahn) - Videoclip para Vitor Levenhagen | Streaming                                                   | [ 132 ] |

## Discografía
| Año  | Obra                                                          | Función                                      | Tipo  | Árbitro |
| ---- | ------------------------------------------------------------- | -------------------------------------------- | ----- | ------- |
| 2021 | Nas Estrelas                                                  | Compositor / Músico / Arranjador             | EP    | [ 59 ]  |
| 2022 | Trying To                                                     | Músico / Arranjador                          | EP    | [ 133 ] |
| 2022 | Blues do Entardecer                                           | Compositor / Músico / Arranjador             | EP    | [ 134 ] |
| 2022 | A Era Azul                                                    | Músico / Arranjador                          | EP    | [ 135 ] |
| 2022 | Noite Veloz                                                   | Director Musical                             | EP    | [ 136 ] |
| 2022 | Anos-Luz                                                      | Compositor / Músico / Arranjador             | EP    | [ 137 ] |
| 2023 | Aldebaran                                                     | Compositor / Músico / Arranjador             | EP    | [ 138 ] |
| 2023 | Sun                                                           | Productor                                    | EP    | [ 139 ] |
| 2023 | Sirius                                                        | Productor                                    | EP    | [ 140 ] |
| 2023 | Orcs                                                          | Productor                                    | EP    | [ 141 ] |
| 2023 | Planetarium                                                   | Productor                                    | EP    | [ 142 ] |
| 2023 | Nebulosa                                                      | Compositor / Músico / Arranjador             | EP    | [ 143 ] |
| 2023 | Superficie de Metal Líquido a 5.000 Graus (Netuno 5000 graus) | Productor                                    | EP    | [ 144 ] |
| 2023 | OVNI                                                          | Compositor / Músico / Arranjador             | EP    | [ 145 ] |
| 2024 | Nas Estrelas                                                  | Productor / Compositor / Músico / Arranjador | Álbum | [ 146 ] |

## Premios y nominaciones
| Año  | Premio                                                             | Categoría                            | Obra                                                              | Tipo       | Resultado | Árbitro        |
| ---- | ------------------------------------------------------------------ | ------------------------------------ | ----------------------------------------------------------------- | ---------- | --------- | -------------- |
| 1978 | Festival de Curtas do Rio de Janeiro                               | Actor Revelación                     | Um Lugar de Paz                                                   | Individual | Ganador   | [ 12 ]         |
| 1985 | Prêmio Inacen - Instituto Nacional de Artes Cênicas do Brasil      | Mejor Espetáculo                     | Sapomorfose                                                       | Colectivo  | Ganador   | [ 24 ]         |
| 1986 | Prêmio Mambembe RJ                                                 | Mejor Texto                          | Um, Dois, Três e Já                                               | Colectivo  | Ganador   | [ 27 ]         |
| 1986 | Moção da Câmara dos Vereadores do Rio de Janeiro                   | Personalidad                         | Relevancia de los servicios prestados al Teatro de Río de Janeiro | Individual | Ganador   | [ 17 ]         |
| 1996 | Prêmio Estação Botafogo do Cinema Brasileiro                       | Mejor Película                       | Policarpo Quaresma, Herói do Brasil                               | Colectivo  | Ganador   | [ 147 ]        |
| 1997 | 13.º Festival Internacional de Cinema de Mar del Plata - Argentina | Mejor Película Internacional         | Policarpo Quaresma, Herói do Brasil                               | Colectivo  | Ganador   | [ 148 ]        |
| 1998 | 5.º Festival de Cinema e Vídeo, Cuiabá MT                          | Mejor Película Jurado Popular        | Policarpo Quaresma, Herói do Brasil                               | Colectivo  | Ganador   | [ 147 ]        |
| 2009 | Mostra Cine BH Brasil e França                                     | Mejor Película Jurado Popular        | Por Que Você Veio Morar Aqui?                                     | Individual | Nominado  |                |
| 2013 | Avon - Em Briga de Marido e Mulher Se Mete a Colher                | Mejor Película Premio del Jurado     | A Hora                                                            | Individual | Nominado  | [ 119 ]        |
| 2013 | Avon - Em Briga de Marido e Mulher Se Mete a Colher                | Mejor Película Premio Público        | A Hora                                                            | Individual | Nominado  | [ 119 ]        |
| 2014 | Festival Clipes e Bandas                                           | Mejor Videoclip para Arnaldo Antunes | Muito Muito Pouco                                                 | Individual | Nominado  | [ 48 ]         |
| 2014 | Festival Clipes e Bandas                                           | Mejor Videoclip del Año              | Muito Muito Pouco                                                 | Individual | Nominado  | [ 48 ]         |
| 2015 | Festival Clipes e Bandas                                           | Mejor Videoclip para Jards Macalé    | Extranha                                                          | Individual | Nominado  | [ 49 ]         |
| 2016 | Festival Clipes e Bandas                                           | Mejor Videoclip para Marina Lima     | Paris Dakar                                                       | Individual | Nominado  | [ 50 ]         |
| 2016 | International Open Film Festival IOFF USA                          | Achievement Award                    | I Miss You                                                        | Individual | Ganador   | [ 53 ]         |
| 2016 | IndustryBOOST Competition USA                                      | Best Film                            | I Miss You                                                        | Individual | Nominado  | [ 12 ]         |
| 2016 | Grand Indie Wise Convention USA                                    | Best Film                            | Happy Birthday                                                    | Individual | Nominado  | [ 12 ]         |
| 2016 | HeadLine International Film Festival HIFF Canada                   | Best Film                            | Happy Birthday                                                    | Individual | Ganador   | [ 149 ]        |
| 2016 | North American Film Awards NAFA USA                                | Best Diretor                         | Happy Birthday                                                    | Individual | Ganador   | [ 54 ]         |
| 2017 | United King Screen One International Film Festival Scotland        | Best International Trailer           | Happy Birthday                                                    | Individual | Nominado  | [ 12 ]         |
| 2017 | Miami Epic Trailer Festival USA                                    | Best Internacional Trailer           | I Miss You                                                        | Individual | Nominado  | [ 12 ]         |
| 2018 | San Mauro Film Festival Turin, Italy                               | BEst Film                            | Happy Birthday                                                    | Individual | Nominado  | [ 12 ]         |
| 2023 | Cinema of The World International Film Festival CWIFF              | Great Talent Award                   | Happy Birthday                                                    | Individual | Ganador   | [ 61 ]         |
| 2024 | Black & White Film Festival - Canada                               | Best Horror Film                     | Good Night                                                        | Individual | Ganador   | [ 64 ]         |
| 2024 | Toronto SCI-FI/Fantasy Festival - April 2024                       | Best of South American Films         | Good Night                                                        | Individual | Ganador   | [ 150 ] [ 65 ] |
| 2024 | WideScreen Film & Music Video Festival - Canada                    | Honorable Mention                    | Nas Estrelas (clipe)                                              | Individual | Ganador   | [ 68 ]         |
| 2024 | WideScreen Film & Music Video Festival - Canada                    | Honorable Mention                    | Happy Birthday (trailer)                                          | Individual | Ganador   | [ 151 ]        |
| 2024 | WideScreen Film & Music Video Festival - Canada                    | Honorable Mention                    | Happy Birthday (filme)                                            | Individual | Ganador   | [ 152 ]        |
| 2024 | Black & White Film Festival - Canada                               | Best Experimental Film               | Happy Birthday                                                    | Individual | Ganador   | [ 69 ]         |
| 2025 | Hollywood North Film Festival                                      | Best Director - Public Choice Award  | Good Night                                                        | Individual | Pendiente | [ 70 ]         |
| 2025 | Festival for Trailers Monthly                                      | Best Cinematography                  | Happy Birthday                                                    | Individual | Ganador   | [ 153 ]        |
| 2025 | Los Angeles Comedy Film & Screenplay Festival                      | Best Micro Short                     | J'Adore Travailler                                                | Individual | Ganador   | [ 74 ]         |